# Saugnac-et-Cambran
Saugnac-et-Cambran är en kommun i departementet Landes i regionen Nouvelle-Aquitaine i sydvästra Frankrike. Kommunen ligger i kantonen Dax-Sud som tillhör arrondissementet Dax. År 2022 hade Saugnac-et-Cambran 1 568 invånare.

## Befolkningsutveckling
Antalet invånare i kommunen Saugnac-et-Cambran
Referens:INSEE